# ورا کراسنوا
ورا کراسنوا (روسی: Вера Ивановна Краснова؛ زادهٔ ۳ april ۱۹۵۰ (۷۴ سال)) ورزشکار اسکیت سرعت اهل روسیه است.
وی در مسابقات کشوری و بین‌المللی در مجموع برندهٔ ۱ مدال نقره شده‌است.